# Henk Hofstede (musicus)
Henk Hofstede (Amsterdam, 20 september 1951) is de zanger, gitarist, componist en tekstschrijver van de Amsterdamse popgroep Nits.

## Biografie
Hofstede groeide op in de Watergraafsmeer (De Wetbuurt met Fahrenheitstraat) in Amsterdam-Oost.  Zijn vader had met enkele broers een bouwbedrijf. Hij bezocht er de lagere school Anton van Riebeeckschool (1957-1963), ging verder aan de Breitner Mulo (1963, maar deed vervolgens de Hogereburgerschoolopleiding aan het Berlage Lyceum (1967). Hij studeerde in 1970 een jaar aan de Gerrit Rietveld Academie om in 1971 over te stappen naar de opleiding MO-tekenen (A en B).
Nog jong werd hij meegenomen naar operettevereniging OZC. Popmuziek kwam via buurthuis Frankendael met optredens van Ria Valk en Jan Akkerman (the Huntersperiode).
Op zijn achtste begon hij met een vriendje, dat ook Henk heette, muziek te maken in Henry Boys en Henny’s in de stijl van The Everly Brothers, The Blue Diamonds en Jan & Kjeld.
Hofstede richtte in 1974 met Alex Roelofs, Rob Kloet en Michiel Peters Nits op, een band waarmee hij in de jaren tachtig hits scoorde met nummers als Nescio en In The Dutch Mountains. De band maakt heden ten dage nog steeds platen en toert uitgebreid door Nederland en buitenland.
In 2003 verscheen zijn eerste, Nederlandstalige soloalbum Het Draagbare Huis. De plaat is gebaseerd op de video-installatie The Portable House, die Hofstede maakte voor de Biënnale in het Musée d'Art Contemporain in Lyon (2001). Rond dezelfde tijd kwam een album uit genaamd 'Als jij voelt wat ik voel'. Dit is een cd uitgebracht door de stichting BOSK voor ouders van gehandicapte kinderen. Op dit album staan enkele nummers die gelijktijdig met Het Draagbare Huis zijn opgenomen. Naast mede-Nits Rob Kloet werkten ook onder anderen Freek de Jonge en Frank Boeijen mee aan dit album, waarvan de opbrengst naar de stichting ging.
Na enkele incidentele soloconcerten in 2002 en 2003 ging Hofstede in de winter van 2004-2005 op tournee langs kleine zalen in Nederland, België en Frankrijk met een mix van solowerk, Nits-nummers en covers van onder anderen Leonard Cohen en Bob Dylan. Hij trad solo op, maar bij een aantal concerten wordt hij bijgestaan door enkele Nits-collega's, onder wie Laetitia van Krieken, Arwen Linnemann en Robert Jan Stips.
In 2005 verscheen via de Nits-website een Zweedstalig synthpopalbum onder het pseudoniem Henrik Johånsen met als titel Vacker Utsikt. Deze cd is meer een uit de hand gelopen in-joke dan een serieus nieuw album.  Eind 2005 kwam er wederom een album van Hofstede uit. Het album bevat negen Leonard Cohen-covers en één Nits-nummer, en werd opgenomen in samenwerking met Pim Kops (De Dijk) en Marjolein van der Klauw (Powderblue). Voormalig Nits-bassiste Arwen Linnemann voegde zich in 2006 bij hen. Sindsdien treden ze regelmatig op onder de naam Avalanche Quartet. In 2007 kwam de cd, aangevuld met vier nummers, uit op een Zwitsers label en het Avalanche Quartet deed optredens in Zwitserland, Frankrijk en Nederland. Naast dit Quartet maakte Henk Hofstede in datzelfde jaar ook de soundtrack van de film Het mysterie van de sardine.
In 2008 verscheen de cd Aardige Jongens, een samenwerking met muzikale vrienden Frank Boeijen en Henny Vrienten. Het album bevat vier door Hofstede geschreven nummers waaronder Bleekwater dat in december 2008 de Okapi Liedprijs won, een door Stichting Okapi ingestelde prijs voor "een jaloersmakend lied". Een tournee met de drie muzikanten volgde van september 2008 tot en met januari 2009. Hier werden naast de nummers van de cd ook diverse nummers gespeeld uit het verleden van de drie heren. Bij hun laatste optreden op maandag 19 januari 2009 viel Hofstede in de orkestbak van Theater Carré in Amsterdam. Hij verklaarde op het podium alleen een snee in zijn vinger te hebben. Twee dagen later meldde RTL Boulevard dat hij zijn arm brak.
Hofstede leverde als zanger en tekstschrijver bijdragen voor onder anderen Frank Boeijen, Kinderen voor Kinderen, Liesbeth List, Ad Grooten, de Vlaamse zangeres Yasmine en de Zwitserse muzikant Simon Ho.
In 2022 werd bij hem Myasthenia gravis, een auto-immuunziekte geconstateerd, dat op zijn gezichtsspieren sloeg en dus ook op zijn stembanden. In datzelfde jaar brandde overigens ook NITS-etablissement De Werf af. De ziekte kwam mede aan het licht tijdens de opnamen van EP Tree house fire, gewijd aan de brand. Hij vond zijn stem krakkemikkig klinken. In 2024 was hij met geneesmiddelen voldoende hersteld om twee jubileumconcerten (NITS50) te geven in Koninklijk Theater Carré (6 en 7 april) te beginnen aan een dertigdelige podcast over NITS.

## Discografie

### Albums
| Album met eventuele hitnotering(en) in de Nederlandse Album Top 100 | Datum van verschijnen | Datum van binnenkomst | Hoogste positie | Aantal weken | Opmerkingen                                                         |
| ------------------------------------------------------------------- | --------------------- | --------------------- | --------------- | ------------ | ------------------------------------------------------------------- |
| Als jij voelt wat ik voel                                           | 2003                  | -                     |                 |              | BOSK Benefiet album                                                 |
| Het draagbare huis                                                  | 2003                  | -                     |                 |              |                                                                     |
| Yesterday's tomorrow                                                | 2005                  | -                     |                 |              | Leonard Cohen Covers, bij boek                                      |
| Leonard Cohen songs                                                 | 2007                  | -                     |                 |              | Avalanche Quartet                                                   |
| Aardige jongens                                                     | 2008                  | 23-08-2008            | 12              | 14           | als Boeijen Hofstede Vrienten / met Frank Boeijen en Henny Vrienten |
| Spoon River - a Lakeside Concert                                    | 2010                  | -                     |                 |              | met het Ho Orchestra                                                |
| Rainy Night House                                                   | 2013                  | -                     |                 |              | Avalanche Quartet                                                   |